# Druga Liga 1971-1972
La Druga savezna liga SFRJ 1971-1972, conosciuta semplicemente come Druga liga 1971-1972, fu la 26ª edizione della seconda divisione del campionato jugoslavo di calcio. 
Questa fu la quarta consecutiva edizione impostata su quattro gironi Ovest, Nord, Sud ed Est (Zapad, Sever, Jug e Istok) senza divisioni nette fra i confini delle repubbliche, la prima con 18 squadre per girone.
Le prime due classificate di ogni girone (totale otto squadre) disputarono gli spareggi-promozione per due posti in Prva Liga 1972-1973.

## Provenienza
| Slovenia                                             | Croazia | Bosnia Erzegovina | Serbia | Serbia | Serbia                                     | Montenegro                                                       | Macedonia                                                                |
| Slovenia                                             | Croazia | Bosnia Erzegovina | Voivodina | Serbia Centrale | Kosovo                                     | Montenegro                                                       | Macedonia                                                                |
| ---------------------------------------------------- | --- | --- | --- | --- | ------------------------------------------ | ---------------------------------------------------------------- | ------------------------------------------------------------------------ |
| - ŽNK Lubiana - Mercator - Mura - Železničar Maribor | - Borovo - Dinamo Vinkovci - GOŠK Dubrovnik - Istria - Junak Sinj - Karlovac - Metalac Osijek - Neretva Metković - Orijent - Osijek - Rijeka - Sebenico - RNK Spalato - Trešnjevka - Varteks Varaždin - NK Zagabria - Zagrebački plavi | - Borac Čapljina - Borac Travnik - Bosna Visoko - Famos Hrasnica - Igman Konjic - Jedinstvo Bihać - Jedinstvo Brčko - Kozara - Leotar - Lokomotiva Mostar - Pofalički Sarajevo - Radnik Bijeljina - Radnik Hadžići - Rudar Kakanj - Rudar Ljubija - UNIS Vogošća | - Bačka B. Palanka - Crvenka - Dinamo Pančevo - Hajduk Kula - Novi Sad - Proleter Zrenjanin - Spartak Subotica - Srem | - Bor - Borac Čačak - Budućnost Valjevo - Dubočica Leskovac - FK FAP - Galenika Zemun - Mačva Šabac - Napredak Kruševac - Radnički Pirot - Sloboda Užice - Sloga Kraljevo - Šumadija Aranđelovac - Voždovački | - Priština - FK Trepča - Vlaznimi Đakovica | - Bokelj - Budućnost - Iskra Danilovgrad - Lovćen - OFK Titograd | - Bregalnica Štip - Kumanovo - Pobeda - Rabotnički - MIK Skopje - Teteks |

## Girone Ovest

### Profili
| Squadra            | Città             | Stadio                | Stagione 1970-71 | Stagione 1970-71       |
| Squadra            | Città             | Stadio                | Pos.             | Divisione              |
| ------------------ | ----------------- | --------------------- | ---------------- | ---------------------- |
| Rijeka             | Fiume             | Stadio Cantrida       | 1º               | Druga liga Ovest       |
| Rudar Ljubija      | Prijedor          | Gradski stadion       | 2º               | Druga liga Ovest       |
| NK Zagreb          | Zagabria          | Stadion Kranjčevićeva | 3º               | Druga liga Ovest       |
| Šibenik            | Sebenico          | Stadion Šubićevac     | 4º               | Druga liga Ovest       |
| Varteks Varaždin   | Varaždin          | Stadion Varteks       | 5º               | Druga liga Ovest       |
| Ljubljana          | Lubiana           | Stadion ŽŠD           | 6º               | Druga liga Ovest       |
| Orijent            | Sussak, Fiume     | Stadion Krimeja       | 7º               | Druga liga Ovest       |
| RNK Split          | Spalato           | Park Skojevaca        | 8º               | Druga liga Ovest       |
| Karlovac           | Karlovac          | Gradski stadion       | 9º               | Druga liga Ovest       |
| Trešnjevka         | Zagabria          | Igralište Graba       | 10º              | Druga liga Ovest       |
| Železničar Maribor | Maribor           | Športni Park Tabor    | 11º              | Druga liga Ovest       |
| Mura               | Murska Sobota     | Stadion Fazanerija    | 12º              | Druga liga Ovest       |
| Jedinstvo Bihać    | Bihać             | Stadion pod Borićima  | 13º              | Druga liga Ovest       |
| Zagrebački plavi   | Zagabria          | Stadion uz Savu       | 14º              | Druga liga Ovest       |
| Mercator           | Lubiana           | Športni park Svoboda  | 1º               | Slovenska liga         |
| Istra              | Pola              | Stadion Veruda        | 1º               | Riječko-istarska zona  |
| Kozara             | Bosanska Gradiška | Gradski Stadion       | 1º               | Banjalučka zona        |
| Junak Sinj         | Signo             | Gradski Stadion       | 1º               | Dalmatinska zona Ovest |

### Classifica
|  | Pos. | Squadra              | Pt | G  | V  | N  | P  | GF | GS | DR  |
|  | ---- | -------------------- | -- | -- | -- | -- | -- | -- | -- | --- |
|  | 1.   | Rijeka               | 48 | 34 | 20 | 8  | 6  | 55 | 21 | +34 |
|  | 2.   | Rudar Ljubija        | 47 | 34 | 18 | 11 | 5  | 51 | 20 | +31 |
|  | 3.   | NK Zagabria          | 46 | 34 | 22 | 2  | 10 | 72 | 48 | +24 |
|  | 4.   | Sebenico             | 46 | 34 | 19 | 8  | 7  | 57 | 33 | +44 |
|  | 5.   | Orijent              | 38 | 34 | 15 | 8  | 11 | 63 | 47 | +16 |
|  | 6.   | Istria               | 37 | 34 | 14 | 9  | 11 | 48 | 40 | +8  |
|  | 7.   | Mura                 | 36 | 34 | 13 | 10 | 11 | 42 | 39 | +3  |
|  | 8.   | Trešnjevka           | 35 | 34 | 11 | 13 | 10 | 44 | 37 | +7  |
|  | 9.   | Varteks Varaždin     | 35 | 34 | 11 | 13 | 10 | 46 | 42 | +4  |
|  | 10.  | Kozara               | 35 | 34 | 11 | 12 | 11 | 36 | 42 | −6  |
|  | 11.  | Karlovac             | 30 | 34 | 11 | 8  | 15 | 39 | 49 | −10 |
|  | 12.  | Jedinstvo Bihać (−1) | 30 | 34 | 11 | 9  | 14 | 33 | 45 | −12 |
|  | 13.  | Mercator             | 30 | 34 | 11 | 8  | 15 | 28 | 40 | −12 |
|  | 14.  | RNK Spalato          | 29 | 34 | 8  | 13 | 13 | 40 | 51 | −11 |
|  | 15.  | Zagrebački plavi     | 28 | 34 | 9  | 10 | 15 | 42 | 51 | −9  |
|  | 16.  | Junak Sinj (−1)      | 26 | 34 | 9  | 9  | 16 | 24 | 52 | −28 |
|  | 17.  | ŽNK Lubiana          | 23 | 34 | 8  | 7  | 19 | 29 | 51 | −22 |
|  | 18.  | Železničar Maribor   | 12 | 34 | 3  | 6  | 25 | 33 | 74 | −41 |

Legenda:

      Promossa in Prva Liga 1972-1973 dopo gli spareggi.

  Partecipa agli spareggi promozione/retrocessione.

      Retrocessa in terza divisione jugoslava 1972-1973.

      Esclusa dal campionato.
Note:

Due punti a vittoria, uno a pareggio, zero a sconfitta.
In caso di arrivo di due o più squadre a pari punti, la graduatoria viene stilata secondo la differenza reti tra le squadre interessate.
| Capocannoniere |              |         |
| Reti           | Marcatore    | Squadra |
| 23             | Dragan Čohar | Orijent |

## Girone Nord

### Profili
| Squadra           | Città              | Stadio                  | Stagione 1970-71 | Stagione 1970-71 |
| Squadra           | Città              | Stadio                  | Pos.             | Divisione        |
| ----------------- | ------------------ | ----------------------- | ---------------- | ---------------- |
| Crvenka           | Crvenka            | Stadion Crvenke         | 18º              | Prva liga        |
| Proleter          | Zrenjanin          | Stadion Karađorđev park | 1º               | Druga liga Nord  |
| Osijek            | Osijek             | Igralište kraj Drave    | 2º               | Druga liga Nord  |
| Spartak Subotica  | Subotica           | Gradski stadion         | 3º               | Druga liga Nord  |
| Voždovački        | Voždovac, Belgrado | Stadion Voždovac        | 4º               | Druga liga Nord  |
| Borovo            | Borovo             | Gradski stadion         | 5º               | Druga liga Nord  |
| Galenika Zemun    | Zemun, Belgrado    | Gradski stadion         | 6º               | Druga liga Nord  |
| Dinamo Pančevo    | Pančevo            | Gradski stadion         | 7º               | Druga liga Nord  |
| Dinamo Vinkovci   | Vinkovci           | Stadion Mladosti        | 8º               | Druga liga Nord  |
| Bačka B. Palanka  | Bačka Palanka      | Gradski stadion         | 9º               | Druga liga Nord  |
| Hajduk Kula       | Kula               | Stadion Hajduka         | 10º              | Druga liga Nord  |
| Budućnost Valjevo | Valjevo            | Stadion Park Pećina     | 11º              | Druga liga Nord  |
| Jedinstvo Brčko   | Brčko              | Gradski stadion         | 12º              | Druga liga Nord  |
| Metalac Osijek    | Osijek             | Športski centar Bikara  | 13º              | Druga liga Nord  |
| Novi Sad          | Novi Sad           | Stadion Detelinara      | 14º              | Druga liga Nord  |
| Srem              | Sremska Mitrovica  | Stadion Promenada       | 1º               | Vojvođanska liga |
| Mačva Šabac       | Šabac              | Gradski stadion         | 1º               | Srpska liga Nord |
| Radnik Bijeljina  | Bijeljina          | Gradski stadion         | 1º               | Tuzlanska zona   |

### Classifica
|  | Pos. | Squadra            | Pt | G  | V  | N  | P  | GF | GS | DR  |
|  | ---- | ------------------ | -- | -- | -- | -- | -- | -- | -- | --- |
|  | 1.   | Spartak Subotica   | 45 | 34 | 19 | 7  | 8  | 54 | 33 | +21 |
|  | 2.   | Crvenka            | 41 | 34 | 14 | 13 | 7  | 44 | 27 | +17 |
|  | 3.   | Novi Sad           | 38 | 34 | 12 | 14 | 8  | 37 | 34 | +3  |
|  | 4.   | Proleter Zrenjanin | 37 | 34 | 13 | 11 | 10 | 44 | 32 | +12 |
|  | 5.   | Jedinstvo Brčko    | 36 | 34 | 14 | 8  | 12 | 39 | 26 | +13 |
|  | 6.   | Budućnost Valjevo  | 36 | 34 | 11 | 14 | 9  | 36 | 33 | +3  |
|  | 7.   | Mačva Šabac        | 36 | 34 | 12 | 12 | 10 | 39 | 37 | +2  |
|  | 8.   | Galenika Zemun     | 35 | 34 | 14 | 7  | 13 | 43 | 44 | −1  |
|  | 9.   | Borovo             | 33 | 34 | 10 | 13 | 11 | 31 | 34 | −3  |
|  | 10.  | Hajduk Kula        | 32 | 34 | 10 | 12 | 12 | 47 | 46 | +1  |
|  | 11.  | Bačka B. Palanka   | 32 | 34 | 9  | 14 | 11 | 34 | 33 | +1  |
|  | 12.  | Osijek             | 32 | 34 | 10 | 12 | 12 | 32 | 35 | −3  |
|  | 13.  | Voždovački         | 32 | 34 | 8  | 16 | 10 | 29 | 32 | −3  |
|  | 14.  | Radnik Bijeljina   | 32 | 34 | 9  | 14 | 11 | 35 | 39 | −4  |
|  | 15.  | Dinamo Vinkovci    | 32 | 34 | 12 | 8  | 14 | 49 | 56 | −7  |
|  | 16.  | Dinamo Pančevo     | 32 | 34 | 12 | 8  | 14 | 31 | 40 | −9  |
|  | 17.  | Metalac Osijek     | 28 | 34 | 11 | 6  | 17 | 36 | 55 | −19 |
|  | 18.  | Srem               | 23 | 34 | 7  | 9  | 18 | 24 | 48 | −24 |

Legenda:

      Promossa in Prva Liga 1972-1973 dopo gli spareggi.

  Partecipa agli spareggi promozione/retrocessione.

      Retrocessa in terza divisione jugoslava 1972-1973.

      Esclusa dal campionato.
Note:

Due punti a vittoria, uno a pareggio, zero a sconfitta.
In caso di arrivo di due o più squadre a pari punti, la graduatoria viene stilata secondo la differenza reti tra le squadre interessate.
| Capocannoniere |             |             |
| Reti           | Marcatore   | Squadra     |
| 19             | Dušan Bašić | Hajduk Kula |

## Girone Sud

### Profili
| Squadra           | Città       | Stadio                  | Stagione 1970-71 | Stagione 1970-71        |
| Squadra           | Città       | Stadio                  | Pos.             | Divisione               |
| ----------------- | ----------- | ----------------------- | ---------------- | ----------------------- |
| Budućnost         | Titograd    | Stadion Pod Goricom     | 2º               | Druga liga Sud          |
| Bosna Visoko      | Visoko      | Stadion Luke            | 3º               | Druga liga Sud          |
| Borac Travnik     | Travnik     | Stadion Pirota          | 4º               | Druga liga Sud          |
| Rudar Kakanj      | Kakanj      | Stadion Rudara          | 5º               | Druga liga Sud          |
| Lovćen            | Cettigne    | Stadion Obilića Poljana | 6º               | Druga liga Sud          |
| Pofalički         | Sarajevo    | ?                       | 7º               | Druga liga Sud          |
| Igman Konjic      | Konjic      | Stadion Igmana          | 8º               | Druga liga Sud          |
| OFK Titograd      | Titograd    | Stadion Cvijetni Brijeg | 9º               | Druga liga Sud          |
| Leotar            | Trebigne    | Stadion Police          | 10º              | Druga liga Sud          |
| GOŠK Dubrovnik    | Ragusa      | Stadion Lapad           | 11º              | Druga liga Sud          |
| Famos Hrasnica    | Hrasnica    | Stadion Famos           | 12º              | Druga liga Sud          |
| Iskra Danilovgrad | Danilovgrad | Stadion Braće Velašević | 13º              | Druga liga Sud          |
| Borac Čapljina    | Čapljina    | Stadion Bjelave         | 14º              | Druga liga Sud          |
| UNIS Vogošća      | Vogošća     | Stadion Hakija Mršo     | 15º              | Druga liga Sud          |
| Radnik Hadžići    | Hadžići     | Gradski stadion         | 1º               | Sarajevsko–Zenička zona |
| Lokomotiva Mostar | Mostar      | Stadion Vrapčići        | 1º               | Hercegovačka zona       |
| Neretva Metković  | Metković    | Igralište iza Vage      | 1º               | Dalmatinska zona Est    |
| Bokelj            | Cattaro     | Stadion pod Vrmcem      | 1º               | Crnogorska liga         |

### Classifica
|  | Pos. | Squadra            | Pt | G  | V  | N  | P  | GF | GS | DR  |
|  | ---- | ------------------ | -- | -- | -- | -- | -- | -- | -- | --- |
|  | 1.   | Budućnost          | 45 | 34 | 19 | 7  | 8  | 45 | 26 | +19 |
|  | 2.   | Rudar Kakanj       | 41 | 34 | 17 | 7  | 10 | 47 | 33 | +14 |
|  | 3.   | GOŠK Dubrovnik     | 38 | 34 | 14 | 10 | 10 | 41 | 33 | +12 |
|  | 4.   | Bokelj             | 36 | 34 | 13 | 10 | 11 | 48 | 33 | +15 |
|  | 5.   | UNIS Vogošća       | 36 | 34 | 15 | 6  | 13 | 45 | 32 | +13 |
|  | 6.   | OFK Titograd       | 36 | 34 | 13 | 10 | 11 | 42 | 30 | +12 |
|  | 7.   | Lovćen             | 36 | 34 | 12 | 12 | 10 | 31 | 28 | +3  |
|  | 8.   | Borac Travnik      | 34 | 34 | 12 | 10 | 12 | 49 | 47 | +2  |
|  | 9.   | Borac Čapljina     | 34 | 34 | 13 | 8  | 13 | 31 | 47 | −16 |
|  | 10.  | Leotar             | 33 | 34 | 12 | 9  | 13 | 40 | 36 | +4  |
|  | 11.  | Igman Konjic       | 33 | 34 | 13 | 7  | 14 | 38 | 38 | 0   |
|  | 12.  | Famos Hrasnica     | 33 | 34 | 10 | 13 | 11 | 35 | 37 | −2  |
|  | 13.  | Radnik Hadžići     | 33 | 34 | 13 | 7  | 14 | 36 | 41 | −5  |
|  | 14.  | Bosna Visoko       | 32 | 34 | 11 | 10 | 13 | 40 | 35 | +5  |
|  | 15.  | Pofalički Sarajevo | 31 | 34 | 9  | 13 | 12 | 33 | 43 | −10 |
|  | 16.  | Neretva Metković   | 31 | 34 | 10 | 11 | 13 | 29 | 41 | −12 |
|  | 17.  | Iskra Danilovgrad  | 28 | 34 | 12 | 4  | 18 | 33 | 58 | −25 |
|  | 18.  | Lokomotiva Mostar  | 23 | 34 | 7  | 9  | 18 | 41 | 67 | −26 |

Legenda:

      Promossa in Prva Liga 1972-1973 dopo gli spareggi.

  Partecipa agli spareggi promozione/retrocessione.

      Retrocessa in terza divisione jugoslava 1972-1973.

      Esclusa dal campionato.
Note:

Due punti a vittoria, uno a pareggio, zero a sconfitta.
In caso di arrivo di due o più squadre a pari punti, la graduatoria viene stilata secondo la differenza reti tra le squadre interessate.
| Capocannoniere |               |                |
| Reti           | Marcatore     | Squadra        |
| 15             | Slavko Hajduk | Borac Čapljina |
| 15             | Ivan Marković | Rudar Kakanj   |

## Girone Est

### Profili
| Squadra           | Città              | Stadio              | Stagione 1970-71 | Stagione 1970-71       |
| Squadra           | Città              | Stadio              | Pos.             | Divisione              |
| ----------------- | ------------------ | ------------------- | ---------------- | ---------------------- |
| Bor               | Bor                | Stadion kraj Pirita | 17º              | Prva liga              |
| Borac Čačak       | Čačak              | Stadion kraj Morave | 2º               | Druga liga Est         |
| Pobeda            | Prilep             | Stadion Goce Delčev | 3º               | Druga liga Est         |
| Napredak Kruševac | Kruševac           | Stadion Mladost     | 4º               | Druga liga Est         |
| FK Trepča         | Kosovska Mitrovica | Stadion Trepča      | 5º               | Druga liga Est         |
| Rabotnički        | Skopje             | Gradski stadion     | 6º               | Druga liga Est         |
| MIK Skopje        | Skopje             | Stadio Železarnica  | 7º               | Druga liga Est         |
| Sloboda Užice     | Titovo Užice       | Stadion Begluk      | 8º               | Druga liga Est         |
| Sloga Kraljevo    | Kraljevo           | Gradski stadion     | 9º               | Druga liga Est         |
| Radnički Pirot    | Pirot              | Stadion kraj Nišave | 10º              | Druga liga Est         |
| Dubočica Leskovac | Leskovac           | Gradski stadion     | 11º              | Druga liga Est         |
| FAP               | Priboj             | Gradski stadion     | 12º              | Druga liga Est         |
| Teteks            | Tetovo             | Gradski stadion     | 13º              | Druga liga Est         |
| Bregalnica Štip   | Štip               | Gradski stadion     | 14º              | Druga liga Est         |
| Priština          | Priština           | Gradski stadion     | 15º              | Druga liga Est         |
| Šumadija          | Aranđelovac        | Gradski stadion     | 1º               | Srpska liga Sud        |
| Vlaznimi Đakovica | Đakovica           | Stadion Miejski     | 1º               | Liga Kosova i Metohije |
| Kumanovo          | Kumanovo           | Gradski stadion     | 1º               | Makedonska liga        |

### Classifica
|  | Pos. | Squadra              | Pt | G  | V  | N  | P  | GF | GS | DR  |
|  | ---- | -------------------- | -- | -- | -- | -- | -- | -- | -- | --- |
|  | 1.   | Bor                  | 47 | 34 | 17 | 13 | 4  | 55 | 27 | +28 |
|  | 2.   | Priština             | 47 | 34 | 18 | 11 | 5  | 52 | 26 | +26 |
|  | 3.   | Napredak Kruševac    | 46 | 34 | 19 | 8  | 7  | 49 | 22 | +27 |
|  | 4.   | Pobeda               | 39 | 34 | 9  | 21 | 4  | 41 | 30 | +11 |
|  | 5.   | Borac Čačak          | 36 | 34 | 11 | 14 | 9  | 35 | 29 | +6  |
|  | 6.   | Radnički Pirot       | 36 | 34 | 10 | 16 | 8  | 41 | 40 | +1  |
|  | 7.   | Šumadija Aranđelovac | 34 | 34 | 11 | 12 | 11 | 37 | 33 | +4  |
|  | 8.   | FK FAP               | 34 | 34 | 12 | 10 | 12 | 50 | 49 | +1  |
|  | 9.   | Sloga Kraljevo       | 34 | 34 | 12 | 10 | 12 | 38 | 38 | 0   |
|  | 10.  | Kumanovo             | 32 | 34 | 10 | 12 | 12 | 29 | 36 | −7  |
|  | 11.  | FK Trepča            | 31 | 34 | 9  | 13 | 12 | 34 | 46 | −12 |
|  | 12.  | Sloboda Užice        | 30 | 34 | 9  | 12 | 13 | 47 | 50 | −3  |
|  | 13.  | Vlaznimi Đakovica    | 30 | 34 | 9  | 12 | 13 | 33 | 38 | −5  |
|  | 14.  | Bregalnica Štip      | 30 | 34 | 10 | 10 | 14 | 35 | 44 | −9  |
|  | 15.  | Teteks               | 30 | 34 | 10 | 10 | 14 | 36 | 50 | −14 |
|  | 16.  | Rabotnički           | 29 | 34 | 11 | 7  | 16 | 50 | 56 | −6  |
|  | 17.  | Dubočica Leskovac    | 26 | 34 | 10 | 6  | 18 | 29 | 51 | −22 |
|  | 18.  | MIK Skopje           | 21 | 34 | 8  | 5  | 21 | 36 | 62 | −26 |

Legenda:

      Promossa in Prva Liga 1972-1973 dopo gli spareggi.

  Partecipa agli spareggi promozione/retrocessione.

      Retrocessa in terza divisione jugoslava 1972-1973.

      Esclusa dal campionato.
Note:

Due punti a vittoria, uno a pareggio, zero a sconfitta.
In caso di arrivo di due o più squadre a pari punti, la graduatoria viene stilata secondo la differenza reti tra le squadre interessate.
| Capocannoniere |                 |            |
| Reti           | Marcatore       | Squadra    |
| 17             | Ljupčo Ančevski | Rabotnički |

## Spareggi promozione
Otto squadre (le prime due classificate di ognuno dei quattro gironi) vengono divise in due gruppi col compito di disputare due turni ad eliminazione diretta con gare ad andata e ritorno. Le due vincitrici vengono promosse nella massima divisione.
| Girone | 1ª classificata  | 2ª classificata |
| ------ | ---------------- | --------------- |
| Ovest  | Rijeka           | Rudar Ljubija   |
| Nord   | Spartak Subotica | Crvenka         |
| Sud    | Budućnost        | Rudar Kakanj    |
| Est    | Bor              | Priština        |

| Squadra 1        | Totale        | Squadra 2        | Andata     | Ritorno    |
| ---------------- | ------------- | ---------------- | ---------- | ---------- |
| PRIMO GRUPPO     |               |                  |            |            |
| Semifinali       | Semifinali    | Semifinali       | 25.06.1972 | 02.07.1972 |
| Crvenka          | 3−1           | Rijeka           | 3−0        | 0−1        |
| Rudar Kakanj     | 2−7           | Bor              | 1−3        | 1−4        |
| Finale           | Finale        | Finale           | 09.07.1972 | 16.07.1972 |
| Crvenka          | 1−3           | Bor              | 1−3        | 0−0        |
| SECONDO GRUPPO   |               |                  |            |            |
| Semifinali       | Semifinali    | Semifinali       | 25.06.1972 | 02.07.1972 |
| Priština         | 2−3           | Budućnost        | 2−2        | 0−1        |
| Spartak Subotica | 5−3           | Rudar Ljubija    | 2−2        | 3−1        |
| Finale           | Finale        | Finale           | 09.07.1972 | 16.07.1972 |
| Budućnost        | 2−2 (7-8 dtr) | Spartak Subotica | 1−0        | 1−2        |

- Bor e Spartak Subotica promosse in Prva Liga 1972-1973[9].